# Bergkarabach-Dram
Der Bergkarabach-Dram (armenisch Լեռնային Ղարաբաղի դրամ, russisch Karabakhskiy dram) war eine Währungseinheit der aufgelösten, rechtlich zu Aserbaidschan gehörenden Republik Arzach.
Obwohl der Karabach-Dram gesetzliches Zahlungsmittel war, wurde er nicht so häufig verwendet wie der armenische Dram. 2- und 10-Dram-Banknoten wurden mit dem Datum 2004 in Umlauf gebracht, gedruckt von der Österreichischen Staatsdruckerei. Dazu kamen verschiedene Münzen mit 2004 in den Umlauf. Zwei 50-Luma-Münzen aus Aluminium, die ein Pferd und eine springende Antilope abbilden, drei 1-Dram-Münzen aus Aluminium mit einer Wildkatzenabbildung, einem Fasan und St. Gregor dem Erleuchter sowie zwei 5-Dram-Münzen aus Bronze-Aluminium, welche die Ghasantschezoz-Kathedrale der Stadt Schuschi und das Steinkopfmonument abbilden.

## Münzen
| Münzwert  | Bild | Gewicht | Durchmesser | Motiv                     |
| --------- | ---- | ------- | ----------- | ------------------------- |
| 50 Luma   |      | 0,95 g  | 20,00 mm    | Hauspferd                 |
| 50 Luma   |      | 0,95 g  | 20,00 mm    | Antilope                  |
| 1 Dram    |      | 1,15 g  | 21,90 mm    | Gepard                    |
| 1 Dram    |      | 1,15 g  | 21,90 mm    | Gregor der Erleuchter     |
| 1 Dram    |      | 1,15 g  | 21,90 mm    | Fasanenartige             |
| 5 Dram    |      | 4,50 g  | 21,90 mm    | Ghasantschezoz-Kathedrale |
| 5 Dram    |      | 4,50 g  | 21,90 mm    | Tatik Papik               |
| 1000 Dram |      | 1,15 g  | 21,90 mm    | Vansee                    |
| 1000 Dram |      | 1,15 g  | 21,90 mm    | Kevork Çavuş              |

## Banknoten
| Wert    | Hauptfarbe | Abbildung | Abbildung | Beschreibung                              | Beschreibung                                               | Datum | Datum   |
| Wert    | Hauptfarbe | Avers     | Revers    | Avers                                     | Revers                                                     | Druck | Ausgabe |
| ------- | ---------- | --------- | --------- | ----------------------------------------- | ---------------------------------------------------------- | ----- | ------- |
| 2 Dram  | Rot        |           |           | Kloster Gandsassar, Gregor der Erleuchter | Christliches Kreuz, Jesus Christus und Johannes der Täufer | 2004  | 2004    |
| 10 Dram | Grün       |           |           | Kloster Dadiwank, Jesus Christus          | Brücken von Choda Afarin, Barrique, Karabach-Teppich       | 2004  | 2004    |